# William Labov
William Labov (Rutherford (New Jersey), 4 december 1927 – Philadelphia (Pennsylvania), 17 december 2024) was een Amerikaans taalkundige. Labov was hoogleraar taalkunde aan de Universiteit van Pennsylvania, waar hij – ondanks zijn hoge leeftijd – tot 2015 nog colleges verzorgde en ook daarna nog onderzoek verrichtte. 
Labov wordt door velen beschouwd als de grondlegger van de sociolinguïstiek, de tak van wetenschap die zich bezighoudt met de relatie tussen taal en sociale groep. Zelf heeft hij zich lange tijd verzet tegen deze benaming omdat volgens hem elke tak van taalkunde zich (ook) bezighoudt met de sociale inbedding van taal. Behalve naar sociolinguïstiek in strikte zin verrichtte Labov ook onderzoek naar dialectologie, de structuur van levensverhalen, forensische toepassingen van de taalwetenschap, taalverandering en het specifieke Engels van Afro-Amerikanen. Eind 2005 verscheen de vrucht van zijn laatste grote project: de Atlas of North American English: Phonetics, Phonology, and Sound Change, een grote dialectatlas van Noord-Amerika. Daarnaast is hij de auteur van een magnum epos uit drie delen over taalverandering, waarvan het laatste deel in 2010 verscheen: de 'Principles of language change' (Principes van taalverandering).
Labov overleed op 17 december 2024 op 97-jarige leeftijd.

## Sociolinguïstiek
Van de vele experimenten die bijgedragen hebben tot de faam van Labov als grondlegger van de sociolinguïstiek zijn er twee zeer bekend geworden: een onderzoek op Martha's Vineyard en het warenhuisonderzoek in de stad New York.

### Martha's Vineyard
In 1963 publiceerde Labov een artikel waarin hij verslag deed van het taalgebruik van de inwoners van het eiland Martha's Vineyard, een eilandje voor de kust van Massachusetts. Hierin toonde hij aan dat het verschil in uitspraak van de klinkers in woorden als house en time onder meer samenhing met de houding van de spreker ten opzichte van buitenstaanders (toeristen), met andere woorden: dat het taalgebruik sociaal bepaald was.  

### Warenhuisonderzoek
Voor zijn proefschrift, getiteld The Social Stratification of English in New York City (1966), ondervroeg Labov in 1962 het personeel van verschillende warenhuizen – met een zeer verschillend publiek – in New York. Om de uitspraak van de klank /r/ te kunnen waarnemen, vroeg hij deze mensen waar hij een artikel kon vinden waarvan hij van tevoren al wist dat hij daarvoor op de vierde verdieping (de fourth floor) moest zijn. Met de gegevens die hij tijdens dit onderzoek verzamelde, kon hij concluderen dat de uitspraak van de /r/ sociaal bepaald was: hoe hoger de sociale klasse, hoe sterker de uitspraak van de /r/. 

## Belangrijkste werken
- Atlas of North American English: Phonetics, Phonology, and Sound Change (in samenwerking met Sharon Ash en Charles Boberg)
- Principles of Linguistic Change. Volume 1: Internal Factors (1994)
- Principles of Linguistic Change. Volume 2: Social Factors (2001)
- Principles of Linguistic Change. Volume 3: Cognitive and Cultural Factors
- Sociolinguistic Patterns (1972)
- The Language of the Inner City (1972)
- The Social Stratification of English in New York City (1966)
- The Study of Non-Standard English (1969)
- What is a Linguistic Fact? (1975)
- The social motivation of a sound change (1963)
- Transmission and Diffusion (2007)